# Paul Josef Cordes
Paul Josef Cordes (Kirchhundem, 5. rujna 1934. – Rim, 15. ožujka 2024.) bio je njemački kardinal Katoličke Crkve. Obnašao je dužnost predsjednika Papinskog vijeća Cor Unum (1995. – 2010.), a 2007. je uzdignut u rang kardinala.
Papa Benedikt XVI. imenovao ga je kardinalom-đakonom S. Lorenzo in Piscibus na konzistoriju 24. studenog 2007.
Cordes je preminuo u Rimu 15. ožujka 2024., u dobi od 89 godina.  